# أوزيبيو دياز
أوزيبيو دياز (بالإسبانية: Eusebio Díaz)‏ (1901 – 1959) لاعب كرة قدم باراغواياني راحل كان يجيد اللعب في خط الوسط .
لعب طوال مسيرته الرياضية في نادي غواراني . شارك مع منتخب الباراغواي في بطولة كأس العالم 1930 في الأوروغواي كما شارك في بطولة أمريكا الجنوبية أربع مرات في 1923 ، 1924 ، 1925 ، و 1926 .